# David Lee (volleybollspelare)
David Cameron Lee, född 8 mars 1982 i Alpine i Kalifornien, är en amerikansk volleybollspelare. Med USA:s landslag vann Lee guld vid OS 2008 i Peking och brons vid OS 2016 i Rio de Janeiro. 